# 대전 회덕 동춘당
대전 회덕 동춘당(大田 懷德 同春堂, Dongchundang Hall in Hoedeok, Daejeon)은 대전광역시 송촌동 동춘당 공원 내에 있는 조선시대의 건축물이다. 1963년 1월 21일 대한민국의 보물 제209호로 지정되었다.

## 개요
조선 효종 때 대사헌, 이조판서, 병조판서를 지낸 동춘당(同春堂) 송준길(1606∼1672)선생의 별당(別堂)이다. 늘 봄과 같다는 뜻의 동춘당(同春堂)은 그의 호를 따서 지은 것으로 이곳에 걸린 현판은 송준길 선생이 돌아가신 6년 후 숙종 4년(1678)에 우암 송시열이 쓴 것이다.
조선시대 별당 건축의 한 유형으로, 구조는 비교적 간소하고 규모도 크지 않다. 앞면 3칸·옆면 2칸 규모이며, 평면으로는 총 6칸 중 오른쪽 4칸은 대청마루이고 왼쪽 2칸은 온돌방이다. 대청의 앞면·옆면·뒷면에는 쪽마루를 내었고 들어열개문을 달아 문을 모두 들어 열면 내부공간과 외부공간의 차별없이 자연과의 조화를 이룬다. 또한 대청과 온돌방 사이의 문도 들어 열 수 있게 하여 필요시에는 대청과 온돌방의 구분없이 별당채 전체를 하나의 큰 공간으로 사용할 수 있도록 하였다. 건물의 받침은 4각형의 키가 높은 돌을 사용했는데, 조선 후기의 주택건물에서 많이 볼 수 있는 양식이다.
동춘당은 굴뚝을 따로 세워 달지 않은 것이 특징인데, 왼쪽 온돌방 아래 초석과 같은 높이로 연기 구멍을 뚫어 놓아 유학자의 은둔적 사고를 잘 표현하고 있다. 즉, 따뜻한 온돌방에서 편히 쉬는 것도 부덕하게 여겼기 때문에 굴뚝을 보이지 않게 함으로써 유학적 덕목을 유지하려 했던 것이다.
2012~2013년 지붕 보수과정에서 종도리 하부면에서 1617년 상량과 1649년 이축내용이, 또한 종도리 장여 상부면에서 1709년 중수상량과 경과 등의 기록이 발견되었다.

## 현지 안내문

### 국문 설명
대전 회덕 동춘당
大田 懷德 同春堂
보물 제209호
동춘당은 송이창(宋爾昌)이 세웠던 건물을 아들인 동춘당 송준길(宋浚吉)이 38세(1643년) 되던 해에 지금의 자리에 옮겨 지은 별당이다.
건물 앞에 걸려 있는 '동춘당' 현판은 송준길의 사후에 우암 송시열(尤庵 宋時烈)이 쓴 것이다. 동춘이란 만물과 더불어 봄을 함께 한다.'는 뜻이다.
동춘당은 단아하면서도 균형감이 좋고, 우아한 지붕의 곡선 등에서 조선 시대의 별당 건축 양식을 잘 나타내었다. 온돌방 측면에 구멍을 내어 굴뚝을 대신한 것은 ‘따뜻함’이라는 본래의 기능보다 어려운 백성을 의식한 '겸양(謙讓)'의 덕목을 지키려 한 모습을 의미하고 있다.

### 영문 설명
Dongchundang Hall in Hoedeok, Daejeon
Treasure No. 209
This building is the detached quarters of the Dongchundang Head House. It was built at this location in 1643 by Song Jun-gil (1606-1672), a civil official and scholar of the Joseon period (1392-1910). Song used this building for studying and teaching younger scholars.
The building consists of an underfloor-heated room on the left and a wooden-floored hall on the right. Underfloor-heated rooms require a vent for the smoke that heats the floor, and in this building, a simple hole in the left side of the building's foundation was used rather than a chimney. This is because the sight of a chimney clearly signifies that the owner of the house is living in a luxurious (i.e. heated) home, which was not virtuous for a scholar.
On the front of the building, there is a plaque that reads "Dongchundang(同春堂)," meaning "to embrace spring along with nature." It was calligraphed by renowned scholar Song Si-yeol (1607-1689), a relative and scholarly associate of Song Jun-gil.

## 사진

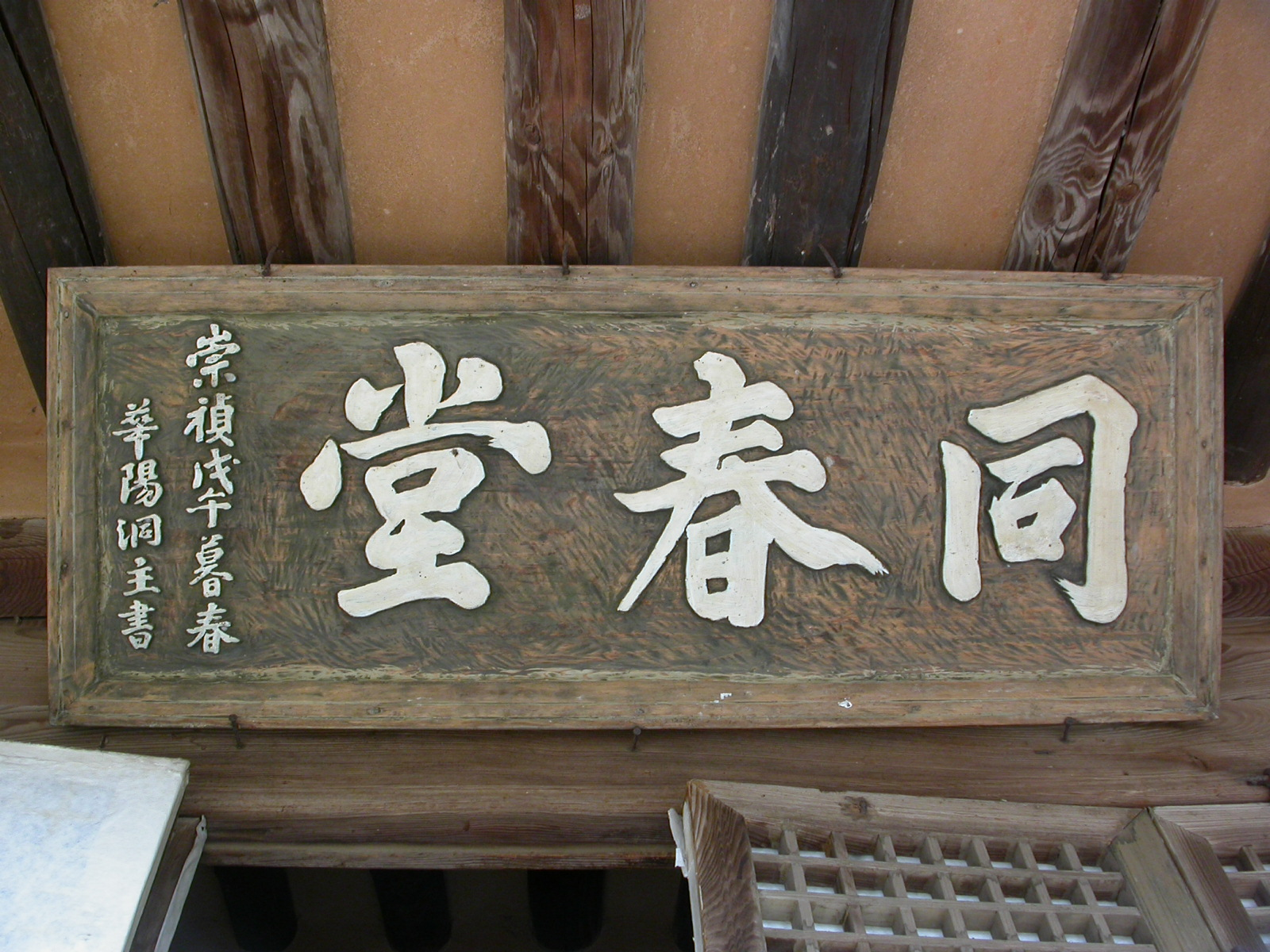
동춘당 현판
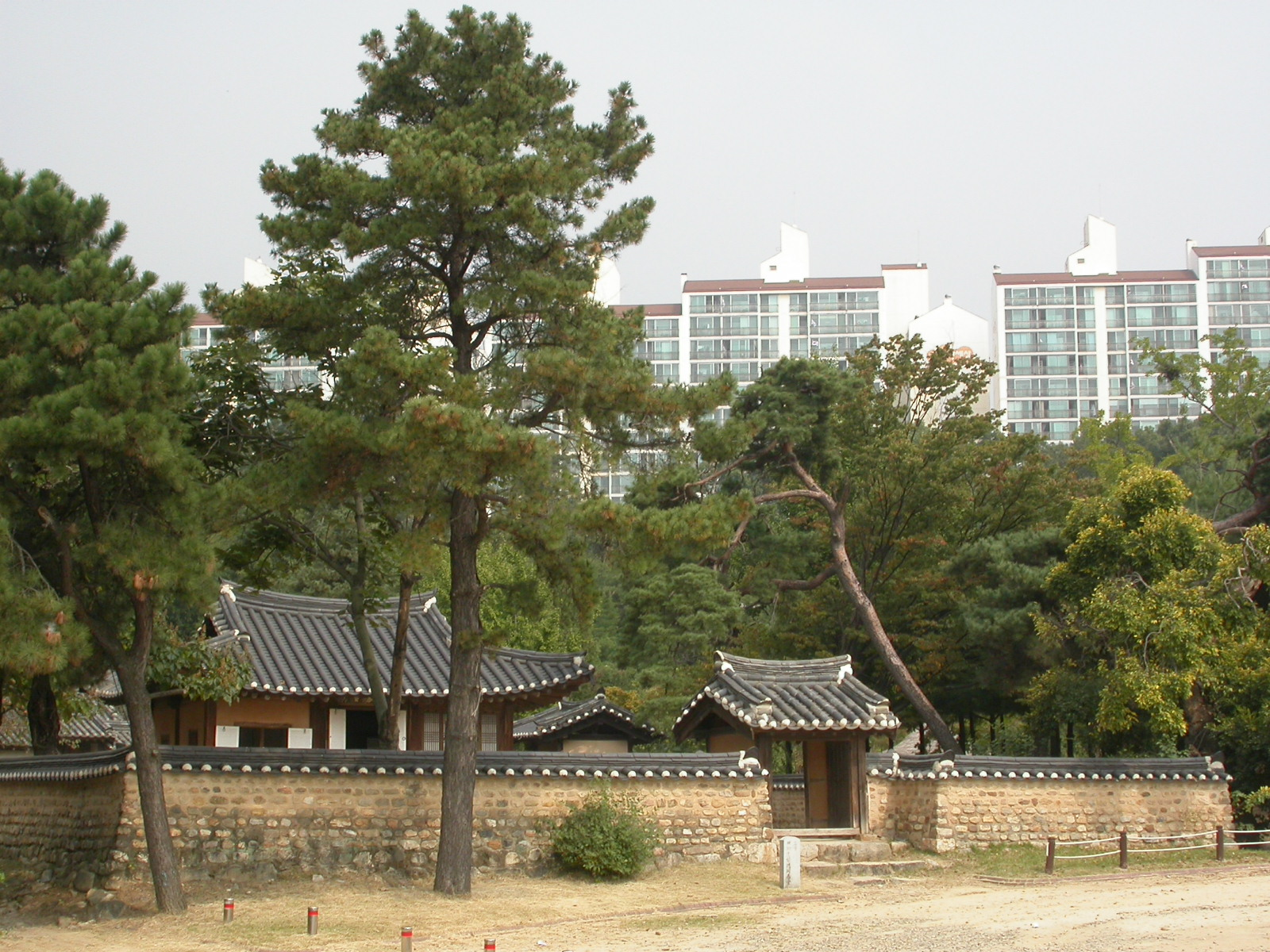
동춘당
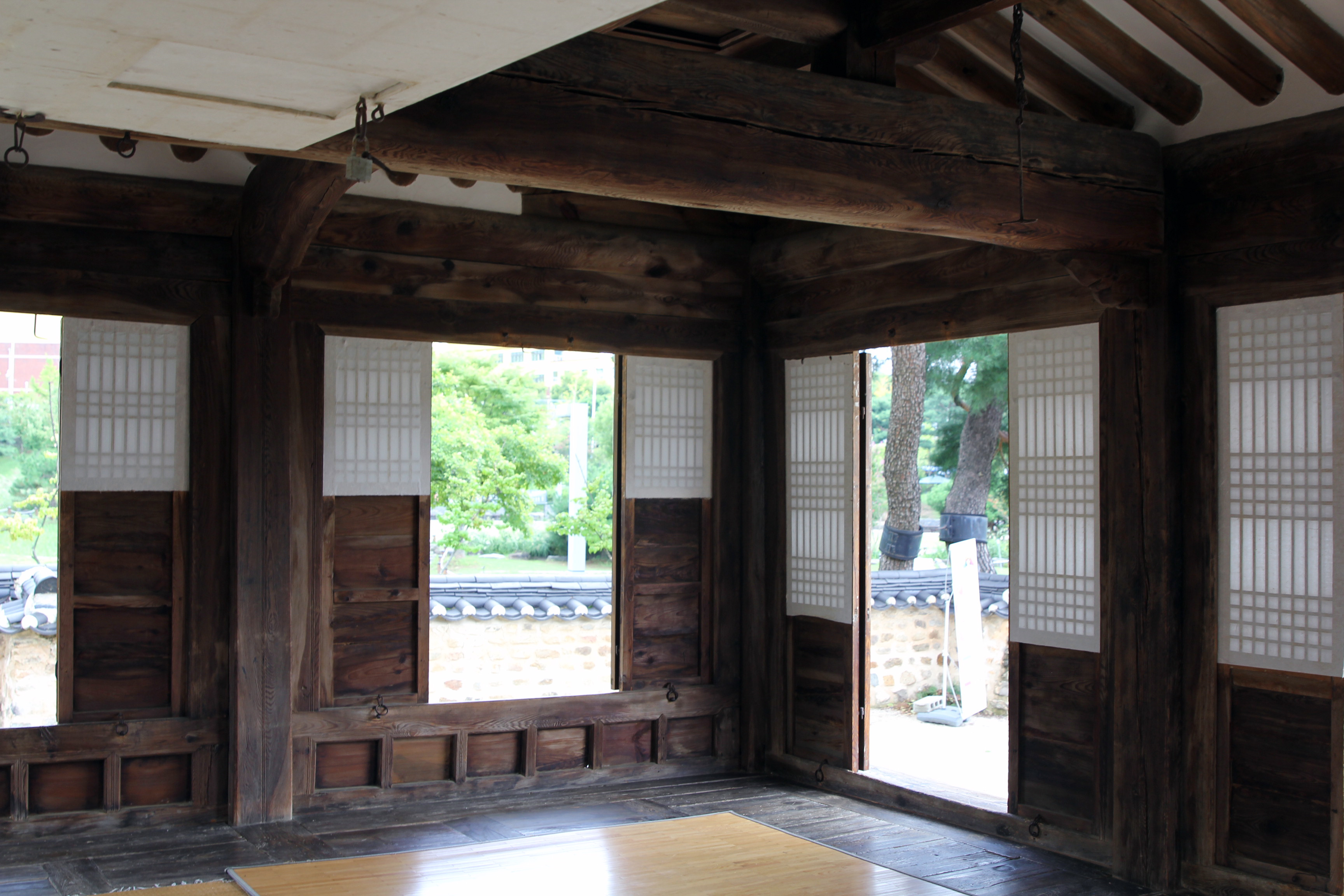

## 같이 보기
- 회덕동춘선생고택 - 대전광역시 유형문화재 제3호
- 동춘당공원
- 동춘당문화제